# هيلين مود هولت
هيلين مود هولت (بالإنجليزية: Helen Maud Holt)‏ هي ممثلة بريطانية (وحملت سابقاً جنسية المملكة المتحدة لبريطانيا العظمى وأيرلندا)، ولدت في 5 أكتوبر 1863 بلندن في المملكة المتحدة، وتوفيت في 7 أغسطس 1937 في المملكة المتحدة.

## وصلات خارجية
- هيلين مود هولت على موقع IMDb (الإنجليزية)
- هيلين مود هولت على موقع قاعدة بيانات برودواي على الإنترنت (الإنجليزية)
- هيلين مود هولت على موقع قاعدة بيانات برودواي على الإنترنت (الإنجليزية)
- هيلين مود هولت على موقع قاعدة بيانات الفيلم (الإنجليزية)